# Nậm Cuổi
Nậm Cuổi là một xã thuộc huyện Sìn Hồ, tỉnh Lai Châu, Việt Nam.
Xã Nậm Cuổi có diện tích 87,1 km², dân số năm 1999 là 2996 người, mật độ dân số đạt 34 người/km².
Tên xã và tên các bản Cuổi Tở, Cuổi Nưa, Hua Cuổi đặt theo tên dòng Nậm Cuổi.